# Stauntonova elšolcija
Stauntonova elšolcija (lat. Elsholtzia stauntonii), mirisni polugrm iz porodice medićevki. Jedna su od dvije vrste elšolcija koje rastu u Hrvatskoj. Domovina joj je sjeverna centralna Kina. 
Raste na visinama od 700 do 1500 metara. U toplijim klimatskim krajevimaq može narasti do 180cm visine, a u hladnijim do 75cm.

## Sinonimi
- Aphanochilus stauntonii (Benth.) Kudô
- Elsholtzia stauntonii f. albiflora H.W.Jen & Y.J.Chang